# Васил Николов (археолог)
Вижте пояснителната страница за други личности с името Васил Николов.
Васил Атанасов Николов е български археолог-праисторик, академик на Българската академия на науките.

## Биография и професионален опит
Васил Николов е роден в град Бяла Слатина на 31 декември 1951 г. През 1976 г. завършва специалност „История“ с профил „Археология “ в Софийския университет „Св. Климент Охридски“.
Васил Николов е работил в Националния археологически институт с музей на Българската академия на науките (НАИМ-БАН) от 1984 до 2022 г. Като такъв е заемал следните длъжности:
- 1984 – 1990 г. – научен сътрудник, Секция по праистория към Археологически институт с музей – БАН;
- 1990 – 1999 г. – старши научен сътрудник ІІ ст., Секция по праистория към Археологически институт с музей – БАН;
- 1989 – 1999 г. – ръководител на Секцията по праистория към Археологически институт с музей – БАН;
- 1999 – 2003 г. – заместник-директор на АИМ-БАН от екипа на проф. Йорданка Юрукова;
- 2003 – 2007 г. – директор на същия институт, който по негово време е преименуван на Национален археологически институт с музей – БАН (НАИМ—БАН);
- 2003 – 2015 г. – председател на Научния съвет на НАИМ-БАН;
- 1991 г. – директор на Дирекция „Музеи и художествени галерии“ в Министерството на културата;
- 2017 – 2021 г. – заместник-председател на БАН;[4]
- 2001 – 2008 г. и 2017 – 2021 г. – член на Общото събрание на БАН;
- 2013 – 2021 г. – член на Управителния съвет на БАН;
- от 2005 – 2023 г. – член на „Специализирания експертен съвет за опазване на културните ценности“ към Министерство на културата.

## Научни степени, звания и отличия
Защититава две дисертации за придобиване на научни степени:
- „Орнаментация на рисуваната раннонеолитна керамика от българските земи“ (за „кандидат на историческите науки“, 1982 г.) и
- „Проучвания върху неолитната керамика в Тракия. Керамичните комплекси Караново II-III, III и III-IV в контекста на Северозападна Анатолия и Югоизточна Европа“ (за „доктор на историческите науки“, 1998 г.).

През 1999 г. е избран за професор, през 2014 г. – за член-кореспондент, а през 2021 г. – за академик на БАН. Член-кореспондент е на Австрийския археологически институт (Виена) и Центъра за археология и история на културата на Черноморския регион (Хале, Германия). Почетен член на Хумболтовия съюз в България и негов председател в продължение на 2 мандата – периода 2007 – 2011 г. Член на Института по археомитология на Себастопол, Калифорния, САЩ. Неколкократен стипендиант на фондация „Александър фон Хумболт“ – за първи път през 1991 – 1993 г. в Института за пра- и протоистория и предноазиатска археология на Университета на Саарланд, гр. Саарбрюкен, Германия.)

## Преподавателска дейност
Водил е курсове за Праистория на българските земи, Югоизточна Европа и Анатолия в двата най-големи български университета, в които се преподава специалност „Археология“ – Софийски университет „Св. Климент Охридски“ и Великотърновски университет „Св. св. Кирил и Методий“. Изнасял е лекции и в Нов български университет (София) и Пловдивски университет „Паисий Хилендарски“. Два пъти е бил гост-професор в Института за класическа археология на Залцбургския университет. Чел е лекции и в други чужди университети и институти в: Амстердам, Санкт Петербург, Хайделберг, Франкфурт, Залцбург, Париж, Токио, Атина, Скопие, Хале, Вюрцбург, Саарбрюкен, Бон, Кийл, Берлин, Солт Лейк Сити, Лос Анжелис, Бъркли.

## Научна дейност
Сферата на научните му интереси обхваща новокаменната, каменно-медната и ранната бронзова епоха (VI – ІІІ хил. пр. Хр.) в българските земи, Северозападна Мала Азия и Югоизточна Европа. Автор е на 14 самостоятелни и колективни монографии и на повече от 300 статии и студии в български и чужди научни издания. Научните му приноси са в различни аспекти от областта на късната праистория: произход на неолитната култура на Източните и Централните Балкани, неолитна керамика, праисторическа архитектура, специализирани производства през халколита (вкл. солодобиване), комплексно общество през халколита, религиозно-митологична система на древните земеделци, праисторически ямни комплекси, първи каменни праисторически крепости в Европа и т.н. Чрез дългогодишната си теренна работа поставя нови стандарти в методиката на проучването на праисторически селища и селищни могили. Разпознава и изследва нов тип праисторически обекти на Балканите – неолитните и халколитните ямни светилища
Резултатите от научните си изследвания представя на над 40 международни конгреса и симпозиума по праистория в чужбина и в страната. Самият той е организатор на част от тях, като по този начин допринася за популяризирането на новостите и за развитието на науката, включително и извън границите на България. Организатор е на международните симпозиуми: „Неолитът в Югоизточна Европа“ (1997 г.), „Праисторическа Тракия“ (2003 г.), „Интердисциплинни изследвания на културното наследство на Балканите“ (2009 г.), „Сол и злато. Ролята на солта в праисторията на Европа“ (2010 г.), 
Черноморското пространство от неолита до ранната желязна епоха (6000 – 600 г. пр. Хр.) и Културни взаимовръзки в Циркумпонтийската зона и контакти със съседните ѝ райони“ (2012 г.).

## Археологически разкопки
Ръководител е на теренните проучвания на селищните могили в Караново (съвместно с проф. Щефан Хилер, българо-австрийска експедиция, 1988 – 2005 г.), Капитан Димитриево (1998 – 2006 г.) и Крън (2002 – 2009 г.), на неолитните селища Слатина (София, от 1985 г.), Сапарева баня (съвместно с проф. Георги Георгиев, 1977 – 1987 г.), Ковачево (съвместно с Лиляна Перничева-Перец, Марион Лихардус-Итен, Жан-Пол Демул, българо-френска експедиция, 1990 – 2010 г.), Елешница (съвместно с проф. Ана Радунчева, 1983 – 1985 г.) и Мурсалево (съвместно с доц. Крум Бъчваров, 2014 – 2015 г.), както и на неолитните ямни комплекси в Любимец (2000 – 2009 г.) и Капитан Андреево (съвместно с гл. ас. Виктория Петрова, 2012 – 2013 г.). Открива и проучва най-ранния в Европа праисторически солодобивен и градски център Солницата до Провадия (2005 – 2022 г.).

## Редакторска дейност
През периода 1999 – 2005 г. Васил Николов е главен редактор на списание „Старини – списание за балканска археология“, а от 2001 г. – на списание „Археология“. През периода 2004 – 2017 г. е главен редактор на „Studia Praehistorica“, през 2006 г. – на годишника „Известия на Старозагорския исторически музей, т. I“ и през 2017 г. – на общоакадемичното издание на БАН „Papers of BAS“. Съредактор е и на над 20 сборника със статии в България и Германия, на няколко книги, както и на четиритомната австрийска поредица „Tell Karanovo“.

## Признание
- През 2008 г. получава орден за заслуги на Федерална република Германия.

- През 2010 и 2013 г. Министерство на културата на Р. България го отличава със званието „археолог на годината“.[17]

- През май 2017 г. получава почетен знак „Златен век“ с огърлие[18] за цялостните му заслуги в развитието и популяризирането на българската праистория и археология.

- През 2016 г. е удостоен със званието „Почетен гражданин“ на гр. Провадия.[19]

- През 2017 г. е удостоен със званието „Почетен гражданин“ и на гр. София.[20]

- През 2022 г., във връзка с неговата 70-а годишнина, е удостоен с почетен знак на Българската академия на науките „Марин Дринов на лента“.[21]